# Gollan, New South Wales
Gollan är en ort i Australien. Den ligger i kommunen Wellington och delstaten New South Wales, i den sydöstra delen av landet, omkring 270 kilometer nordväst om delstatshuvudstaden Sydney. Orten hade 109 invånare år 2021.